# Lac Nordenskjöld
Le lac Nordenskjöld (en espagnol : lago Nordenskjold ou lago Nordenskiold) est un lac situé en Patagonie au Chili. Il fait partie du parc national Torres del Paine. Le lac a été nommé en l'honneur de l'explorateur suédois Otto Nordenskiöld qui le découvrit au début du XXe siècle.

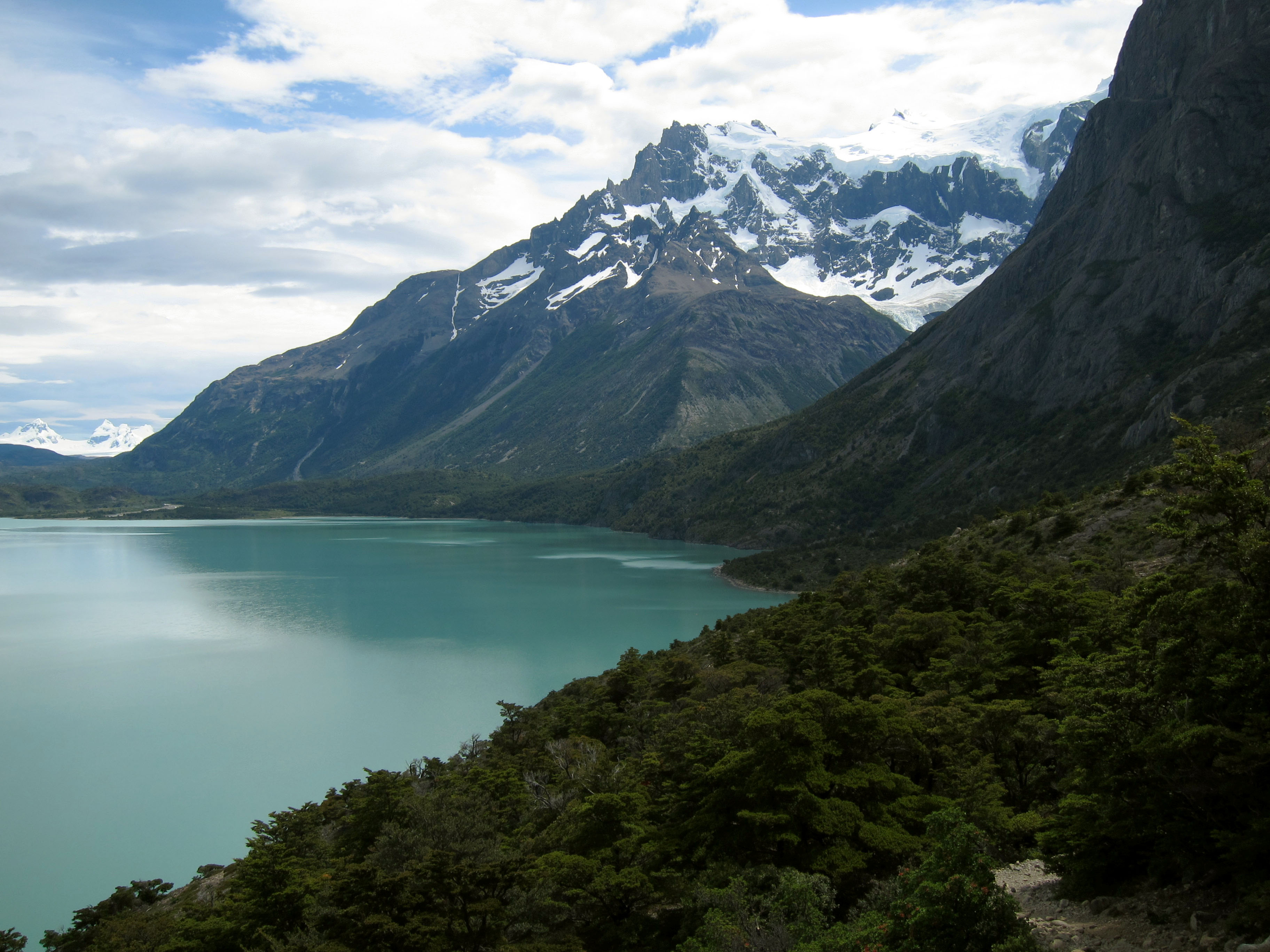
Vue du lac
Carte du parc national Torres del Paine avec le lac Nordenskjöld.